# Carl Axel Ilius Fibiger
Carl Axel Ilius Fibiger (født 15. september 1815 i København, død 20. juni 1882 på Frederiksberg) var en dansk officer, bror til Ilia Fibiger, Mathilde Fibiger, Christian Adolph Ferdinand Fibiger og Otto Fibiger og far til Marie Jessen.
Han var søn af oberstløjtnant Adolph Fibiger og hustru, blev 1831 kadet, 1832 sekondløjtnant à la suite i Sjællandske Kyrasserregiment (med anciennitet fra 1829), fik 1840 premierløjtnants karakter og anciennitet, blev 1842 premierløjtnant i 5. Dragonregiment, fik 1849 ritmesters anciennitet, blev samme år ritmester af 2. grad i 4. Dragonregiment, 6. oktober 1851 Ridder af Dannebrog, 1852 ritmester af 1. grad, fik 1862 majors karakter og anciennitet, blev samme år forsat til 5. Dragonregiment, blev 1863 major og 1864 chef for nævnte regiment. I 1865 fik han afsked som oberstløjtnant og blev 1869 karakteriseret oberst.
Fibiger ægtede den 11. oktober 1844 i Sankt Mortens Kirke i Randers Sophie Marie Caroline Fog (født 21. maj 1823 i Fredericia, død 9. juli 1891 på Frederiksberg), datter af toldinspektør, kammerråd Axel Friderich Preben Fog (1788-1848) og Laurentia Qvina Mechtela Muus (1794-1858).
Han boede fra ca. 1867 til sin død i villaen Harsdorffsvej 11, der blev nedrevet i 1970'erne.